# Dion Beukeboom
Dion Beukeboom (2 de febrer de 1989) és un ciclista neerlandès que competeix professionalment des del 2012. Actualment corre per l'equip Destil-Jo Piels Cycling Team. Combina la carretera amb el ciclisme en pista.

## Palmarès en ruta
- 2009
  - Vencedor d'una etapa a la Rás Mumhan
- 2010
  - Vencedor d'una etapa a la Rás Mumhan
- 2011
  - 1r a l'Omloop Houtse Linies
- 2012
  - Vencedor d'una etapa al Tour de Normandia
- 2015
  - Vencedor d'una etapa a l'Olympia's Tour

## Palmarès en pista
- 2014
  -  Campió dels Països Baixos en persecució
- 2016
  -  Campió dels Països Baixos en persecució